# مصطفی بیضوضان
مصطفی بیضوضان (عربی: مصطفى بيضوضان؛ زادهٔ ۱۸ ژوئن ۱۹۷۶) بازیکن فوتبال اهل مراکش است.
از باشگاه‌هایی که در آن بازی کرده‌است می‌توان به باشگاه فوتبال الوداد کازابلانکا، باشگاه فوتبال الشباب عربستان سعودی، باشگاه ورزشی مغرب فاسی، باشگاه فوتبال روستوف، باشگاه فوتبال آفریقایی، باشگاه فوتبال ارتش سلطنتی مراکش، باشگاه فوتبال الفتح، و باشگاه فوتبال الرجا اشاره کرد.
وی همچنین در تیم ملی فوتبال مراکش بازی کرده‌است.